# 대한민국 형사소송법 제125조
대한민국 형사소송법 제125조는 야간집행의 제한에 대한 형사소송법의 조문이다.

## 조문
제125조(야간집행의 제한) 일출 전, 일몰 후에는 압수·수색영장에 야간집행을 할 수 있는 기재가 없으면 그 영장을 집행하기 위하여 타인의 주거, 간수자 있는 가옥, 건조물, 항공기 또는 선차 내에 들어가지 못한다.

第125條(夜間執行의 制限) 日出 前, 日沒 後에는 押收·搜索令狀에 夜間執行을 할 수 있는 記載가 없으면 그 令狀을 執行하기 爲하여 他人의 住居, 看守者 있는 家屋, 建造物, 航空機 또는 船車 內에 들어가지 못한다.

## 참고 문헌
- 손동권 신이철, 새로운 형사소송법(초판, 2013), 세창, 2013. ISBN 9788984114081

## 같이 보기
- 밤